# Columbiaville
Columbiaville – wieś w Stanach Zjednoczonych, w stanie Michigan, w hrabstwie Lapeer.